# Крашич
Крашич (на хърватски: Krašić) е село и община в Загребска жупания, Хърватия. Според преброяването от 2011 г. има 2640 жители, мнозинството от които (99,43 %) са хървати.